# Автарит
Автарит (на латински: Autaritus) е военачалник от Галия.
Единственият източник за живота на Автарит е историята на Полибий. Наред с Мато и Спендий е сред ръководителите на започналото през 241 година пр. Хр. Въстание на наемниците. Неговото красноречие и познания по финикийски език убеждават бунтовниците да убият картагенските емисари в лагера на въстаниците, водени от Хамилкар Гискон, като преди това крайниците им са отрязани.
През 238 година пр. Хр. е заловен и разпънат на кръст.